# باول نيبل
باول نيبل (بالألمانية: Paul Nebel) هو لاعب كرة قدم ألماني في مركز الهجوم، ولد في 10 أكتوبر 2002 في باد ناوهايم في ألمانيا.

## وصلات خارجية
- باول نيبل على موقع الاتحاد الأوربي (الإنجليزية)
- باول نيبل على موقع قاعدة بيانات كرة القدم.إي يو (الإنجليزية)
- باول نيبل على موقع بيانات كرة القدم. دي إي (الألمانية)
- باول نيبل على موقع Soccerbase.com (لاعب) (الإنجليزية)
- باول نيبل على موقع Soccerway.com (الإنجليزية)
- باول نيبل على موقع عالم كرة القدم.نت (الإنجليزية)